# 张阁庄站
张阁庄站是一个陇海线上的铁路车站，位于河南省商丘市梁园区张阁镇，建于1936年，目前为四等站，邮政编码为476114。目前客运：办理旅客乘降；行李、包裹托运；货运：办理整车货物发到。